# Maxera atripunctata
Maxera atripunctata là một loài bướm đêm trong họ Noctuidae.